# Raoul Steffani
Raoul Steffani (Sittard, 1992) is een Nederlandse bariton die in de klassieke muziek zowel actief is als operazanger als in het liedgenre. Hij wordt een van de grootste zangtalenten van Nederland genoemd. Steffani studeerde aan de Universität für Musik und darstellende Kunst Wien en bij Margreet Honig aan het Conservatorium van Amsterdam waarna hij deel uitmaakte van de studio van de Opéra National de Lyon. Steffani is een veelgevraagd solist in binnen- en buitenland en was onder meer te horen in het Koninklijk Concertgebouw, Muziekgebouw aan 't IJ, Théâtre des Champs-Élysées in Parijs en de Wigmore Hall en Queen Elizabeth Hall in Londen en was te zien op het Internationaal Kamermuziek Festival Utrecht van violiste Janine Jansen en het Grachtenfestival. In 2023 debuteerde hij bij de Bregenzer Festspiele.
Met mezzosopraan Magdalena Kožená nam hij een cd op met duetten van Robert Schumann. In 2021 nodigde Barbara Hannigan hem uit voor een concert en cd-opname met werken van Alban Berg.
In 2022 zong Steffani de rol van Koningin in de productie Operetta Land van Steef de Jong bij De Nationale Opera.

## Prijzen
In 2016 won Steffani de Elisabeth Evertsprijs en het Grachtenfestival Conservatorium Concours. Hij is laureaat van het Prinses Christina Concours, winnaar van de Dutch Classical Talent Audience Award 2018 en ontving een studiebeurs van de VandenEnde Foundation. In 2018 won Steffani de GrachtenfestivalPrijs waardoor hij artist in residence werd van het festival.
In 2023 ontving Steffani de prestigieuze Nederlandse Muziekprijs  uit handen van staatssecretaris Gunay Uslu.

## Discografie
- Sehnsucht (Berg en Mahler) met sopraan Barbara Hannigan en Camerata RCO. Alpha Classics, 2022
- Love’s Spring (Robert en Clara Schumann) met mezzosopraan Magdalena Kožená en pianist Gerold Huber. Challenge Classics, 2021
- Deep in a dream (Schumann, Grieg, Sibelius en Berg) met pianist Gerold Huber. Challenge Classics, 2018